# پروژه سایرن
پروژه سایرن (به انگلیسی: Project Siren) یک تیم توسعه‌دهنده بازی‌های ویدئویی داخلی در استودیو ژاپن بود که به دلیل ساخت مجموعه بازی‌های ترس و بقا سایرن برای پلتفرم‌های پلی‌استیشن ۲ و پلی‌استیشن ۳ شناخته شده‌ بود. پروژه سایرن توسط طراح و کارگردان معروف آقای کیچیرو تویاما رهبری می‌شد.
از بازی‌های دیگر این تیم گراویتی راش است که در سال ۲۰۱۲ برای کنسول بازی دستی پلی‌استیشن ویتا در دسترس قرار گرفت. دنبالهٔ این بازی نیز با عنوان گراویتی راش ۲ در نوامبر ۲۰۱۶ برای پلی‌استیشن ۴ منتشر شد.

## افراد اصلی
در سال ۱۹۹۹ کیچیرو تویاما بعد از خلق و کارگردانی سایلنت هیل از کونامی جدا شد و به SCE Japan Studio پیوست و به دنبال آن پروژه سایرن را تأسیس و مجموعه بازی‌های سایرن را خلق کرد.

### کیچیرو تویاما
تویاما فرد اصلی و هستهٔ پروژه سایرن است. او بازی سایرن و دنبالهٔ آن آژیر خطر ۲ و همچنین سایرن: نفرین خونین را کارگردانی کرده است.

### نائوکو ساتو
خانم ساتو نویسندهٔ سناریو سری بازی سایرن و همچنین گراویتی راش است.

### ایسائو تاکاهاشی
تاکاهاشی یک کارگردان هنری برای پروژه سایرن است و این وظیفه در تمام نسخه‌های سایرن بر عهدهٔ او بوده است. او همچنین در رزیدنت ایول: تاریخچه تاریکی دستیار کارگردان بوده است.

## کارها
| بازی ویدئویی       | تاریخ عرضه | پلتفرم         |
| ------------------ | ---------- | -------------- |
| سایرن              | ۲۰۰۳       | پلی‌استیشن ۲    |
| آژیر خطر ۲         | ۲۰۰۶       | پلی‌استیشن ۲    |
| سایرن: نفرین خونین | ۲۰۰۸       | پلی‌استیشن ۳    |
| گراویتی راش        | ۲۰۱۲       | پلی‌استیشن ویتا |
| گراویتی راش ۲      | ۲۰۱۶       | پلی‌استیشن ۴    |